# Carl von Canstein
Carl-Jost Freiherr von Canstein (* 1. November 1898 in Dortmund; † 15. April 1979 in Bonn) war ein deutscher Oberregierungsrat, Ministerialrat und von 1923 bis 1924 auftragsweise Landrat des Kreises Geldern.

## Leben
Der Katholik Carl von Canstein besuchte zunächst ein Gymnasium in Dortmund, bevor er ab 1916 am Ersten Weltkrieg teilnahm und schwer verwundet wurde. Nach einem Studium der Rechtswissenschaften bis 1922 wurde er 1923 zum Dr. iur. promoviert. Von 1922 bis 1925 war er als Regierungsreferendar in Königswinter, Geldern und Düsseldorf tätig. Zwischenzeitlich wurde er vom 18. August 1923 bis  Oktober 1924 auftragsweise mit den Amtsgeschäften als Landrat des Kreises Geldern betraut. Nachdem er 1925 die Große juristische Staatsprüfung abgelegt hatte, war er bis 1928 als Regierungsassessor in Minden tätig. Nach der Beförderung zum Regierungsrat übernahm er die Leitung des Landwirtschafts-, Weinbau- und Domänendezernats bei der Bezirksregierung Trier. 1938 wurde er unter Ernennung zum Ministerialrat in das Reichsministerium für Ernährung und Landwirtschaft berufen, wo ihm als Sonderbeauftragter die Verantwortung für die Geschäftsführung der Hauptvereinigung Milch und Fettwirtschaft oblag. Nach der Entbindung von seinen Aufgaben wurde er am 22. Juli 1944 von der Wehrmacht eingezogen. Nach Ende des Zweiten Weltkriegs wurde er zum 1. November 1945 auf eigenen Antrag in den Ruhestand versetzt. Nach seiner Rückkehr in den Staatsdienst Ende 1949 übernahm er die Leitung des Weinbaureferats in Frankfurt am Main. Von 1950 bis 1963 war er als Referatsleiter im Bundesministerium für Ernährung und Landwirtschaft tätig. Carl von Canstein war ferner Delegierter und Vertreter der Bundesrepublik Deutschland bei der Internationalen Organisation für Rebe und Wein (OIV). Beim Zustandekommen des 1961 verabschiedeten Weinwirtschaftsgesetzes war er maßgeblich beteiligt.

## Mitgliedschaften
- ab 1962 Ehrenmitglied der Gesellschaft für Geschichte des Weines[1]

## Auszeichnungen
- Eisernes Kreuz I und II (1914–1918)[2]
- Verwundetenabzeichen in Gold[2]
- Komtur des Großherzoglich Luxemburgischen Ordens der Eichenkrone[2]
- Max-von-Eyth-Denkmünze in Silber[2]

## Familie
Carl-Jost von Canstein aus dem Adelsgeschlecht Canstein heiratete am 12. August 1924 auf der Kitzburg Elisabeth von Kempis († 29. September 1978). Ihre einzige Tochter Marie-Elisabeth († 21. Februar 1979) war mit dem Generalsekretär und Generalkonsul Oskar von Siegfried (1920–2011) verheiratet.